# 瓠瓜增五
狐狸座29，又名BD+20 4658，HD 196724、SAO 88944、HR 7891，是狐狸座的一颗恒星，视星等为4.82，位于銀經64.59，銀緯-12.05，其B1900.0坐标为赤經20h 34m 3.3s，赤緯+20° -12.05′ 0″。